# Fantasy Dance FM
Fantasy Dance FM 96.7 war ein privater Radiosender aus der Deutschsprachigen Gemeinschaft Belgiens, das Funkhaus befand sich im belgischen Raeren obwohl er vornehmlich auf deutsches Publikum ausgerichtet war. Deshalb wurde er aus deutscher Sicht als Piratensender angesehen. Er konnte bis 2020 auf der UKW-Frequenz 96,7 MHz (1,5 kW Leistung) vom Sender Raeren-Petergensfeld im Raum Aachen, der näheren Umgebung sowie in Teilen des Niederrheins und Mönchengladbach empfangen werden. Außerdem war der Empfang über Kabel im Netz von Unitymedia und Internetradio möglich.

## Geschichte

### Radio Benelux
Der Vorläufer von Fantasy Dance FM hatte seine Wurzeln in der ersten deutschsprachigen Privatstation Ostbelgiens, Radio Benelux (BNL). Radio Benelux wurde am 18. Juli 1981 auf 101,0 MHz als Lokalstation auf dem Dachboden des Restaurants Baraque Michel, dem dritthöchsten Punkt Belgiens im Hohen Venn, gestartet. Dadurch konnte das Programm – trotz einer Beschränkung auf 100 Watt und ausschließlich in Mono durch die belgische Gesetzgebung – mit entsprechenden Empfangsgeräten teilweise bis nach Köln und Düsseldorf empfangen werden. Da das Monopol zu diesem Zeitpunkt in Deutschland noch beim öffentlich-rechtlichen Rundfunk lag und dieser vor allem von jüngeren Hörern als langweilig empfunden wurde, hatte Radio Benelux sehr viele Hörer im westlichen Nordrhein-Westfalen. Durch das Ausnutzen dieser Gesetzeslücke galt Radio Benelux in Westdeutschland als eine Art Piratensender, jedoch hatten die deutschen Behörden keinerlei Handhabe gegen den Sender. Der spätere WDR-Radiomoderator Wolfgang Roth hatte hier seine Anfänge.

### Radio Fantasy Raeren
Fantasy Dance FM 96.7 ging 1999 aus dem Sender Radio Fantasy Raeren (RFR) hervor. Radio Fantasy wurde 1984 gegründet und ging im Januar 1985 auf Sendung. Es wurde bis zum Wechsel des Programms zu Fantasy Dance FM auf der Frequenz 105,9 MHz und ab 1993 auf 96,7 MHz gesendet. Im Jahre 1999 wurde auch der erste offizielle Slogan namens „We play it first“ im Programm genommen. Vorher galten unter anderen „Die meiste Musik“, „Da ist was drin“ und „Wir spielen Hits, direkt in deiner Nähe“ als inoffizielle Slogans von Radio Fantasy.

## Programmschema
Das alte Radio Fantasy Raeren sendete zuerst nur wöchentlich und dann täglich um 19 Uhr eine Stunde Programm. Nach mehreren Jahren kam es zu täglichen Sendungen, die dann ein breiteres Publikum bedienten. Neben aktueller Popmusik am Abend wurden vor allem am Vormittag viele deutsche Schlager gespielt. Zum Schluss spielte der Sender nahezu ausschließlich aktuelle Hits aus dem Bereich Club (Techno, Dance, Trance, House, Hardstyle, Happy Hardcore, Black Music, Hip-Hop, Contemporary R&B, Soul). Der Sender hat sich in der Region vor allem einen Namen gemacht, weil er aus den Diskotheken „Haus Waldesruh“ (auch bekannt als „Himmerich“) in Randerath und Starfish in Aachen live übertragen hat, während die dortigen Discjockeys moderierten. Mittlerweile kennt man den Sender als Herausgeber bzw. auch Namensgeber einer eigenen Compilation Fantasy Dance Hits, auf der man neue Hits aus dem Programm der beiden Discotheken findet. Die Unternehmerfamilie Limburg aus Heinsberg war sowohl im Besitz des Radiosenders sowie der Aachener Diskothek „Starfish“ und ist Eigentümer von „Haus Waldesruh“.
Im Gegensatz zu den anderen privaten und öffentlich-rechtlichen Sendern der Region brachte Fantasy Dance FM keine Nachrichten, keine Verkehrsmeldungen und relativ wenig Werbung. Neben viel Musik gab es regionsüberschreitende Informationen und es wurden Ausbildungsplätze vermittelt.

## Aus für den Sender
Schon Anfang 2011 stand Fantasy Dance FM 96.7 vor dem Aus. Der Medienrat der DG hatte die Genehmigung für den Betrieb des Senders nicht verlängert. Grund dafür war ein negatives Gutachten des Medienrates über Ausrichtung und Zielgruppe des Senders. Die Lizenz wurde 2012 dennoch erteilt.
Der ursprünglich in Deutschland als Piratensender angesehene Radiosender ist seither auch aus belgischer Sicht nicht mehr legal. Der regionale Bezug fehlte, und man soll die Sendeleistung massiv überhöht haben. Die Liveübertragungen aus den Diskotheken Starfish und Haus Waldesruh waren dem Medienrat Ostbelgien ein Dorn im Auge. Diese und andere Fehler wurden von den Behörden genannt.
Der Medienrat Ostbelgien hatte eine Neukoordinierung der Frequenzen aufgrund ihrer technischen Eigenschaften vorgenommen. Fantasy Dance FM 96.7 hatte eine reichweitenstarke Frequenz inne, diese sollte der Sender abtreten, da für Lokalradios (wie Radio Fantasy) nicht mehr zugeteilt werden.
Zum Ende des Karnevals 2020, genau am 26. Februar 2020 gegen 19:30 Uhr wurde der Sender nach einer Livesendung und dem Titel Hyper Hyper der Band Scooter als letztes Lied, abgeschaltet. Der Geschäftsführer von Fantasy Dance FM, Udo Menke begründete das Aus: „Aufgrund der Tatsache, dass der Medienrat Ostbelgien eine Neukoordinierung der Radiofrequenzen vorgenommen hat, ist die Wirtschaftlichkeit des Senders nicht mehr gegeben“.
Interesse an der UKW-Frequenz 96,7 MHz hatte bereits zuvor das private Sendernetzwerk Radio Contact angemeldet. Seit Juli 2021 wird das Programm Radio Contact – Ostbelgien NOW auf dieser Frequenz ausgestrahlt, jedoch die anderen zugeteilten Frequenzen wurden bisher nicht in Betrieb genommen.

## Projekte nach Ende
Auf Initiative einiger ehemaliger Mitarbeiter wurden zum Teil mit originaler Technik des Senders ab März 2021 Revival-Programme unter dem alten Namen Hitradio-Fantasy bei Mixcloud gesendet.